# Pei Songzhi
Pei Songzhi (en xinès: 裴松之) (372-451 EC) va ser encarregat per l'Emperador Wen de Liu Song d'escriure un comentari (anotacions) sobre l'obra dels Registres dels Tres Regnes de l'historiador Chen Shou, proporcionant detalls addicionals omesos de l'obra original. El seu comentari, completat en el 429, es va convertir en part integral de les edicions posteriors dels Registres, fent que el treball conjunt siga tres vegades més llarg que l'original.